# Henning von der Osten
Henning von der Osten (* 1563; † 1626) war ritterschaftlicher Landrat im Herzogtum Pommern-Wolgast. Er war Erbherr auf Plüggentin, Penkun und Batevitz und Amtshauptmann auf Stolpe, Verchen und Lindenberg.

## Leben
Henning von der Osten studierte an den Universitäten Greifswald, Leipzig und Heidelberg. 1587 ging er an den herzoglichen Hof in Wolgast, wo er der Herzogin Sophie Hedwig zugeteilt wurde. Er begleitete den Herzog Franz an den Hof des Königs Christian IV. von Dänemark und hatte das Amt des Hofmeisters inne. 1593 wurde er für fünf oder sechs Jahre Kammerherr des jungen Herzogs Philipp Julius. Als er 1598 die ihm angebotene Hofmeisterstelle ablehnte, wurde er stattdessen zum Hauptmann des Amtes Stolpe an der Peene ernannt. 1599 wurde er auf Vorschlag der Landschaft zum ritterschaftlichen Landrat ernannt. Herzog Philipp Julius übernahm 1603 die Regierung im Herzogtum Pommern-Wolgast und bot ihm das Hofmarschallsamt an. Henning von der Osten lehnte aus gesundheitlichen Gründen ab, der Herzog bestellte ihn zum Hauptmann der Ämter Verchen und Lindenberg. Er war an der Unterzeichnung der Verträge zwischen Philipp Julius und Bogislaw XIII. über die Abtretung der Ämter Barth und Franzburg an letzteren beteiligt.
1614 kam er in den Pfandbesitz von Schloss Penkun, das er im folgenden Jahr für insgesamt  122.333 Gulden oder 91.750 Reichstaler mit Bestätigung Herzogs Philipp Julius Joachim von der Schulenburg käuflich erwarb.

## Familie
Henning von der Osten war ein Sohn des Landrats Andreas von der Osten und der Ursula von Normann. Er war zweimal verheiratet. Die erste Ehe schloss er mit Anna von Levetzow, Tochter von Heinrich von Levetzow und Margarethe von Bülow. Nachdem sie gestorben war, heiratete er Anne von Lützow, Witwe des Kuno Wolff von Bassewitz. Er hatte insgesamt zwei Töchter und vier Söhne.
Sein Sohn Heinrich von der Osten (1603–1659) war ritterschaftlicher Landrat im Herzogtum Pommern und in Schwedisch-Pommern.